# تابستان طولانی
تابستان طولانی فیلمی به کارگردانی  و نویسندگی علی خزاعی‌فر ساختهٔ سال ۱۳۹۱ است.

## بازیگران
- حسین طاهری
- کیوان صباغ
- روشنک سه قلعه‌گی
- امیر حسین رفیعا